# Pável Soloviov
Pável Aleksándrovich Soloviov (en ruso Павел Александрович Соловьёв; 16 de junio de 1917 - 13 de octubre de 1996) fue un constructor soviético de motores para la aviación.

## Carrera
Soloviov había sucedido en el cargo a Arkadi Dmítrievich Chvétsov y en 1960 diseñó el reactor de doble flujo D-20 destinado al Tupolev Tu-124 y el D-30, también de doble flujo, para el Tupolev Tu-134, uno de los primeros del mundo y el primero de la Unión Soviética. Entre 1953 y 1989 dirigió la oficina de estudios (OKB-19) de Perm que posteriormente se convertiría en la empresa Aviadvigatel. Soloviov fue condecorado con la medalla al Héroe del Trabajo Socialista y la Orden de Lenin.